# Aaron Rosand
Aaron Rosand (Hammond, 15 marzo 1927 – New York, 9 luglio 2019) è stato un violinista e insegnante statunitense.

## Biografia

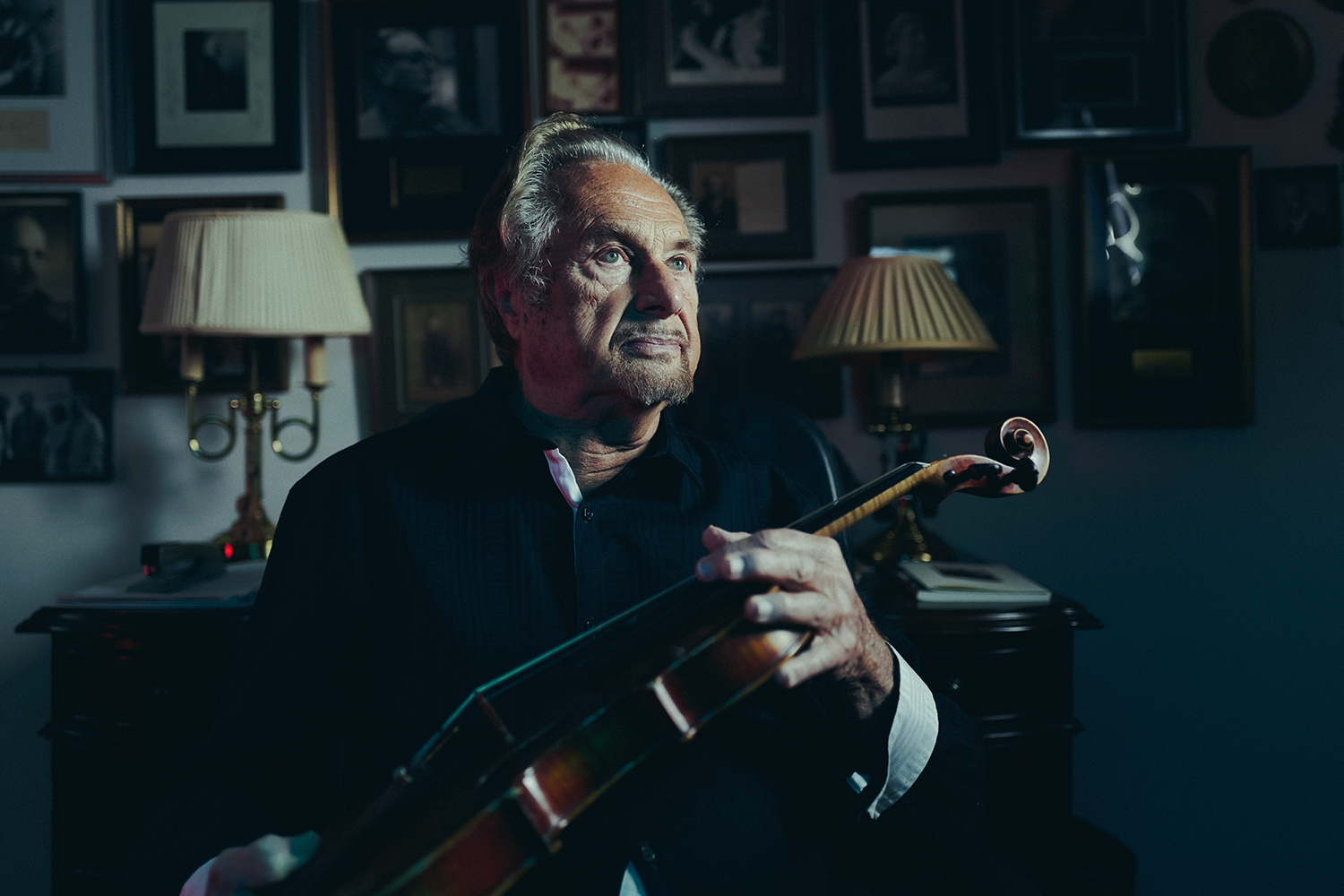
Aaron Rosand, Scarsdale (New York) 2016

Aaron Rosand nacque nell'Indiana da madre russa e padre polacco. Trascorse i suoi primi anni a Chicago, dove ricevette i primi rudimenti di violino a tre anni. All'età di dieci anni debuttò con l'orchestra presso l'Opera House di Chicago, mentre l'anno successivo eseguì il Concerto di Mendelssohn con la Chicago Symphony Orchestra diretta da Frederick Stock. Dal 1945 al 1947 prese parte come membro dei Servizi Speciali dell'Esercito delle truppe americane nel Pacifico. 
Dopo essersi diplomato al Curtis Institute, tenne il suo primo recital alla Town Hall di New York nel 1948 col pianista Arthur Balsam. Nel corso degli anni Rosand si esibì con le orchestre di New York, Cleveland, Pittsburgh, Houston, Londra, Parigi, Monaco di Baviera, Tokyo, Roma, Vienna e Bruxelles, così come la National Symphony, Bayerischer Rundfunk, English Chamber Orchestra e Concertgebouw Amsterdam. Dal 1981 Aaron Rosand è stato docente di violino presso il Curtis Institute of Music di Philadelphia e dal 1986 presso The Mannes College of Music di New York. Nel 1957 acquistò dalla vedova di Paweł Kochański il violino di Giuseppe Guarneri del Gesù “Ex Kochański” del 1741. Nell'ottobre 2009 lo vendette a un uomo d'affari russo per circa 10 milioni di dollari; successivamente Rosand donò 1,5 milioni di dollari al Curtis Institute of Music.

## Profilo artistico
Rosand portò con sé le tradizioni di due distinte scuole violinistiche, avendo studiato sia con Leon Sametini (allievo di Eugène Ysaÿe) al Chicago Musical College, sia con Efrem Zimbalist Sr. (allievo di Leopold Auer) al Curtis Institute of Music di Filadelfia, dove insegnava dal 1981.